# Діти шпигунів
«Діти шпигунів» (англ. Spy kids) — американський науково-фантастичний сімейний фільм. Перша частина однойменної серії фільмів.

## Сюжет
Кармен (Алекса Вега) і Джуні (Деріл Сабара) — діти професійних супершпигунів, Грегоріо Кортеса (Бандерас) і Інгрід (Карла Гуджино), які вже багато років живуть мирним життям. Колись їм дали завдання вбити один одного, і зустріч вилилася в щасливий шлюб і двох дітей. На ніч мама розповідає казку про те, якими сміливими, розумними і шляхетними були ці шпигуни — адже тільки завдяки їм, холодна війна не переросла в гарячу. Після весілля за ними полювали всі розвідки світу, але вони впоралися і з цим. Кармен і Джуні саме вивчали шпигунську фізичну підготовку й вчилися розбиратися у всяких технічних штучках. А тим часом якийсь учений, містер Флуп, створив для однієї багатої і злої корпорації штучних таємних суперагентів у вигляді хлопчика і дівчинки. Містер Флуп назвав їх «діти шпигунів» і обіцяв створити ще цілу армію. Далі Кортеси виїхали на завдання і… потрапилися в пастку. Вдома в Кортесів тривога розбудила дядька Фелікса, що терміново вивіз дітей. Тепер Кармен і Джуни повинні вивчити і застосувати всі технічні штучки батьків, використовуючи весь свій досвід, ну і, звичайно, врятувати батьків і перемогти всіх лиходіїв.

## У ролях
| Актор             | Роль                                                              |
| ----------------- | ----------------------------------------------------------------- |
| Алекса Вега       | Кармен Кортес                                                     |
| Деріл Сабара      | Джуні Кортес                                                      |
| Антоніо Бандерас  | Грегоріо Кортес (агент OSS у відставці)                           |
| Карла Гуджино     | Інгрід Кортес (агент OSS у відставці, дружина Грегоріо)           |
| Денні Трехо       | Айсадор «Мачете» Кортес (дядько Джуні та Кармен)                  |
| Алан Каммінг      | Феган Флуп (телеведучий «Floop's Fooglies», головний антигерой)   |
| Тері Гетчер       | пані Граденко                                                     |
| Чіч Марін         | Фелікс Гамм (агент OSS, який видає себе за дядька Кармен і Джуні) |
| Роберт Патрік     | містер Лісп (бізнесмен)                                           |
| Тоні Шалуб        | Олександр Міньйон (помічник Флупа)                                |
| Майк Джадж        | Доннагон Гіґлз                                                    |
| Джордж Клуні      | Девлін                                                            |
| Річард Лінклейтер | крутий шпигун                                                     |
| Гільєрмо Наварро  | пастор                                                            |